# Festival du film de Taipei
Le Festival du film de Taipei (en chinois : 台北電影節 ; pinyin : Táiběi Diànyǐng Jié ; anglais : Taipei Film Festival) est un festival de cinéma annuel qui se tient à Taipei, la capitale de Taïwan, dont il est l'un des principaux événements culturels.
Ce festival international met chaque année à l'honneur environ 160 films issus de 40 pays différents, dont des films français. Il reçoit un public d'environ 100 000 personnes par an.
Il comporte deux compétitions principales : le concours international des nouveaux talents (International New Talent Competition), comprenant des films du monde entier, et le concours du film de Taipei (Taipei Film Awards Competition), réservé aux films taïwanais. Son programme est complété par diverses autres thématiques et films ainsi que des activités liées au cinéma.
L'édition 2017 du festival, la 19e, se tiendra du 29 juin au 15 juillet.

## Historique
La première édition du festival a eu lieu en 1998. Il a lieu chaque année depuis, sauf en 2001, où il n'y a pas eu d'édition de ce festival.

## Programme
La programmation du festival a beaucoup changé au fil des ans ; elle comprend généralement diverses sections, dont plusieurs présentant des films étrangers, selon des thématiques.

### Exemples de programmation, par édition

#### Programme 1998 (1reédition)
- Opening Film (film d'ouverture)
- Generation Next
- City Nomad
- Kids Я Us
- Girls Power
- Acid House
- Paradise Lost
- Documentary (documentaire)
- Shorts (courts métrages)
- Closing Film (film de fermeture)

#### Programme 2014 (16eédition)
- Opening Films (films d'ouverture)
- Star Premieres
- International New Talent Competition
- Taipei Awards
- Panorama
- Perspectives
- City in Focus: Warsaw (focus sur une ville : Varsovie)
- Classics Revisted (classiques revisités)
- Closing Film (film de fermeture)

#### Programme 2017 (19eédition)
Parmi les compétitions et événements proposés par ce festival, se trouvent :
- International New Talent Competition
- Taipei Film Awards Competition
- Filmmaker in Focus
- Music
- Introduction of boundary-breaking films

### SectionCity in focus
Chaque année depuis 2002, l'une des sections du programme propose la mise en avant de films liés à une ou plusieurs villes du monde. En 2002, les premières villes étaient Paris (France) et Prague (République Tchèque) ; 2003 a vu Kyoto (Japon) et Melbourne (Australie) mises en avant ; 2004 Madrid et Barcelone (Espagne) ; 2005 Moscou et Saint-Pétersbourg (Russie) ; 2006 Toronto et Montréal (Canada) ; 2007 Copenhague (Danemark) ; 2008 Jérusalem (au Proche-Orient) et Dublin (Irlande) ; 2009 Berlin (Allemagne) ; 2010 Rio de Janeiro (Brésil) ; 2011 Londres (Royaume-Uni) ; 2012 Stockholm (Suède) ; 2013 Istanbul (Turquie) ; 2014 Varsovie (Pologne) ; 2015 Lisbonne (Portugal).

## Compétitions

### Évolution des compétitions au fil des ans
Les sections de compétition et prix décernés et ont évolué au fil du temps.
- Taiwan Feature Film (1998 et 1999). Ceci était l'unique compétition qui avait lieu les premières années du festival, en 1998 et 1999.
- Annual Recommendations of Feature Films (2000)
- Independent Filmmaking Competition (2000)
- Professional Section (2002)
- Taipei Grand Award (2003 à 2005)
- Taipei Film Festival Taipei Grand Award (de 2006 à 2010)
- International New Talent Competition (ou New Talent Competition) (de 2005 à nos jours)
- Taipei Film Festival Taipei Image Award (2007 et 2008)
- Next Generation Audience's Choice Award (2007 et 2008)
- Golden Lion Taiwan Student Film Competition – Non-fiction (2008)
- Golden Lion Taiwan Student Film Competition – Fiction (2008)
- Golden Lion International Student Film Competition (2008)
- 台北主題獎[5] (2008)
- Taipei Awards (à partir de 2011)

### Compétitions actuelles
- International New Talent Competition : cette compétition concerne les nouveaux réalisateurs, de tous les pays, qui peuvent présenter leur premier ou leur second film.
- Taipei Film Awards Competition : cette compétition est réservée aux films taïwanais ; c'est aussi une vitrine pour ceux-ci à l'international.

## Prix décernés
Les prix décernés et sections de compétition ont évolué au fil du temps. De nos jours, ce sont :
International New Talent Competition
- Grand Prize
- Special Jury Prize
- Audience’s Choice Award

Taipei Film Awards
- Grand Prize
- Best Narrative Feature
- Best Documentary
- Best Short Film
- Best Animation
- Best Director
- Best Actor
- Best Actress
- Best Supporting Actor
- Best Supporting Actress
- Best New Talent
- Best Screenplay
- Award for an Outstanding Artistic Contribution
- Audience Choice Award
- Outstanding Contribution Award

## Palmarès

### International New Talent Competition: liste des gagnants du Grand prix (Grand Prize)
| Année | Film                   | Réalisateur             | Nationalité du réalisateur |
| ----- | ---------------------- | ----------------------- | -------------------------- |
| 2005  | Vremya zhatvy          | Marina Razbezhkina      | Russie                     |
| 2006  | Douches froides        | Antony Cordier          | France                     |
| 2007  | Emmas Glück            | Sven Taddicken          | Allemagne                  |
| 2008  | Le Ring                | Anaïs Barbeau-Lavalette | Canada                     |
| 2009  | Disgrâce               | Steve Jacobs            | Australie                  |
| 2010  | Kick Off               | Shawkat Amin Korki      | Irak                       |
| 2011  | En terrains connus     | Stéphane Lafleur        | Canada                     |
| 2012  | Hanaan                 | Ruslan Pak              | Ouzbékistan                |
| 2013  | Youth                  | Tom Shoval              | Israël                     |
| 2014  | 10 Minutes             | Lee Yong-seung          | Corée du Sud               |
| 2015  | Haganenet              | Nadav Lapid             | Israël                     |
| 2016  | Schau mich nicht so an | Uisenma Borchu          | Allemagne/ Mongolie        |
| 2017  | Les Initiés (Inxeba)   | John Trengove           | Afrique du Sud             |

### Taipei Film Awards: liste des gagnants du Grand prix (Grand Prize)
| Année | Film                                                           | Réalisateur                            | Genre             |
| ----- | -------------------------------------------------------------- | -------------------------------------- | ----------------- |
| 2002  | Summers                                                        | Leon Dai                               | Film court        |
| 2003  | Stardust 15749001                                              | Hou Chi-jan                            | Film court        |
| 2003  | Exit                                                           | Chen Lung-wei                          | Animation         |
| 2004  | Farewell 1999                                                  | Wuna Wu                                | Documentaire      |
| 2005  | Let It Be                                                      | Yen Lan-chuan and Juang Yi-tzeng       | Documentaire      |
| 2006  | Do Over                                                        | Cheng Yu-Chieh                         | Narrative Feature |
| 2007  | I Don't Want to Sleep Alone                                    | Tsai Ming-liang                        | Narrative Feature |
| 2008  | Cape No. 7                                                     | Wei Te-Sheng                           | Narrative Feature |
| 2009  | Cannot Live Without You                                        | Leon Dai                               | Narrative Feature |
| 2010  | Let the Wind Carry Me                                          | Kwan Pung-leung and Chiang Hsiu-chiung | Documentaire      |
| 2011  | Taivalu                                                        | Huang Hsin-yao                         | Documentaire      |
| 2011  | A Gift for Father's Day-The Tragedy of Hsiaolin Village Part 1 | Luo Hsing-chieh                        | Documentaire      |
| 2012  | Hometown Boy                                                   | Yao Hung-I                             | Documentaire      |
| 2013  | A Rolling Stone                                                | Shen Ko-shang                          | Documentaire      |
| 2014  | Unveil the Truth II：State Apparatus                           | Kevin H.J. Lee                         | Documentaire      |
| 2015  | Thanatos, Drunk                                                | Chang Tso-chi                          | Narrative Feature |
| 2016  | Lokah Laqi                                                     | Laha Mebow                             | Narrative Feature |

### Années 1990
1re édition du festival (1998)
Taiwan Feature Film
- Best film of the year : Grandma and her Ghosts, de Wang Shau-dz
- Jury Prize Award : The Hole, de Tsai Ming-liang
- Best Director : Hou Hsiao-hsien, pour le film Flowers of Shanghai
- Best Art Direction : Hwarng Wern-ying, pour le film Flowers of Shanghai
- Best Actor/Actress : Rene Liu, dans The Personals
- The Most Promising Talent of the Year : Liou Yue, avec le film Jam

### Années 2010

#### 15eédition du festival (2013)
Taipei Awards
- Grand Prize : A Rolling Stone, de Shen Ko-shang

International New Talent Competition
- Grand Prize : Youth, de Tom Shoval
- Special Jury Prize : Baby Blues, de Kasia  Rosłaniec
- Special mention : Northwest, de Michael Noer ; et Together, de Hsu Chao-Jen
- Audience's Choice Award : Call Girl, de Mikael  Marcimain
- PIXNET Movie Blogger Recommendation Award : Loving, de Slawomir  Fabicki

#### 16eédition du festival (2014)
Taipei Awards
- Grand Prize : Unveil the Truth II: State Apparatus, de Kevin H.J Lee
- Best Narrative Feature : Exit, de Chienn Hsiang
- Best Documentary : Unveil the Truth II: State Apparatus, de Kevin H.J Lee
- Best Short Film : The Busy Young Psychic, de Chen Ho-Yu
- Best Animation : Unknown Memory, de Wu De-Chuen
- Best Director : Midi Z, pour le film Ice Poison
- Best Screenplay : Yee Chih-Yen, pour le film Meeting Dr. Sun
- Best Actor : Lee Kang-Sheng, pour le film Stray Dogsa
- Best Actress : Chen Shiang-Chyi, pour le film Exit
- Best Supporting Actor : Tsao Yu-Ning, pour le film Kano
- Best Supporting Actress : Lin Mei-Hsiu, pour le film Zone Pro Site
- Best New Talent : Yu Pei- Jhen, pour le film The Busy Young Psychic
- Best Cinematography : Yao Hung-I, pour le film Pusu Qhuni
- Best Editing : Hung Chun-Hsiu, pour le film The Lost Sea
- Best Visual Effect : Chen Ming-Ho, pour le film Rock Rabbit
- Best Art Design : Huang Mei-Ching, pour le film Zone Pro Site
- Press Award : Ice Poison, de Midi Z
- Audience Choice Award : Kano, de Umin Boya
- Outstanding Contribution Award : Jiing Yng-ruey

International New Talent Competition
- Grand Prize : 10 Minutes, de Lee Yong-Seung
- Special Jury  Prize : Land of Storms, de Ádám Császi ; et Wolf, de Jim Taihuttu
- Audience's  Choice Award : Bethlehem, Yuval Adler

#### 17eédition du festival (2016)
International New Talent Competition
Jury composé de : Tran Anh Hung, Udagawa Koyo, Lee Mieh, Zhang Wenjie, Tom Shu-Yu Lin.
- Grand Prize : Don’t Look at Me That Way, de Uisenma Borchu
- Special Jury Prize : Keeper, de Guillaume Senez
- Special mention : Sand Storm (titre en français : Tempête de sable), de Elite Zexer
- Audience's Choice Award : Lokah Laqi! (Hang in There, Kids!), de Laha Mebow